# Depression (Band)
Depression ist eine deutsche Death-Metal-/Grindcore-Band.

## Geschichte
Die Band wurde 1989 von Kai in Lüdenscheid gegründet, der ein Jahr später das erste Demo Tal der Tränen sowie das zweite Demo 1992 als Einmannprojekt aufnahm. 1993 stieg Marc als Sänger ein. Es folgten eine Reihe von Splits, u. a. mit Agathocles und Maggot Shoes, und 2000 das Debütalbum Chronische Depression. Die Split Zur Stille finden / Live in the Morgue mit Haemorrhage war der offizielle Einstieg von Ron als Sänger. Spätere Veröffentlichungen waren dann u. a. die Alben Unglaube (2018, Power It Up) und Ära der Finsternis (2020, Rotten Roll Rex) sowie die Kompilation Eine Rückbesinnung, die zuerst bei Power It Up erschien und dann bei Headsplit Records.

## Stil
Bei Metal.de wurde der Stil im Rahmen einer Rezension zum Werk Ära der Finsternis (2016) als „geröchelter Death Metal“, der „zwischendurch [...] mit angezogenem Tempo mal in Richtung Goregrind“ gehe, beschrieben.

## Diskografie
- 1990: Tal der Tränen (Demo)
- 1992: Vergessene Welten (Demo)
- 1993: ...in Verzweiflung. (Demo)
- 1995: Erinnerungen (Demo)
- 1996: Ein Hauch von Moder (7"-EP)
- 1997: Robotized/Böses Blut (Split mit Agathocles)
- 1997: Die Zeiten ändern sich (Split mit Maggot Shoes)
- 1998: Enjoy or die!? (Split mit Hierba)
- 1998: Ein Hauch von Moder Part II (Split mit Rejectamenta)
- 1999: Und keiner weint uns nach (Split mit Rot)
- 2000: Chronische Depression
- 2001: Zur Stille finden / Live in the Morgue (Split mit Haemorrhage)
- 2002: Schatten / Putrefactory (Split mit Gonorrhoeaction)
- 2003: Ein Hauch von Moder Part I & II (Split mit Meatknife, Intestinal Infection, NYATB)
- 2003: Der Wahnsinnliche (Split mit Intestinal Infection)
- 2004: Die toten Tage kommen... (Split mit Mesrine)
- 2005: Der Weg des Wassers (Split mit Fleshripper)
- 2005: Das Relikt -Erinnerungen- (Kompilation)
- 2007: Ein kakophonischer Lebenshauch (Live-Album)
- 2008: Unglaube / Split Wide Open  (Split mit Paganizer)
- 2008: Hier liegen meine Gebeine...(ich wollt´ es wären Deine) (Split mit Inhumate)
- 2008: Das Relikt
- 2009: Eine Rückbesinnung (Kompilation)
- 2010: Dekade(nz)
- 2013: Abgrund (Split mit Eroded)
- 2014: Der schmale Grat (Split mit Kadaverficker)
- 2015: Die Dunkle Dimension
- 2016: Live at Blackend (EP)
- 2017: Eine Rückbesinnung (Kompilation)
- 2018: Dekade(nz)
- 2018: Unglaube
- 2019: Abgeerntet
- 2020: Ära der Finsternis
- 2020: Ära der Finsternis + Chronische Depression (Kompilation)
- 2020: Teufelskreis (Split mit Coffins)
- 2021: Nebeldämmerung (Split mit Oxidised Razor)
- 2021: Das Geisterhaus (Split mit Necrocannibalistic Vomitorium)